# Kuno Krieger
Kuno Krieger (* 2. Oktober 1930; † 15. Mai 2005 in Herdecke) war ein deutscher Unternehmer und Orchideenzüchter. 

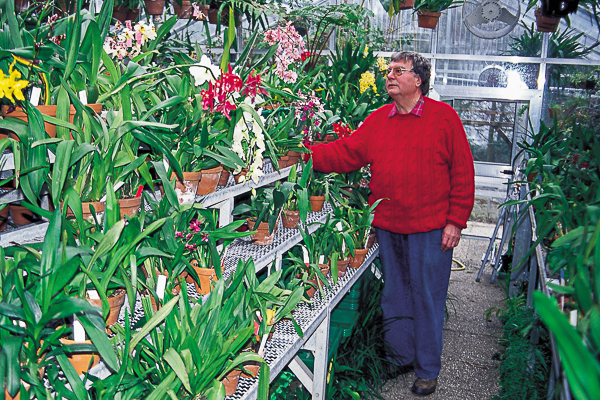
Kuno Krieger in seinem Orchideengewächshaus

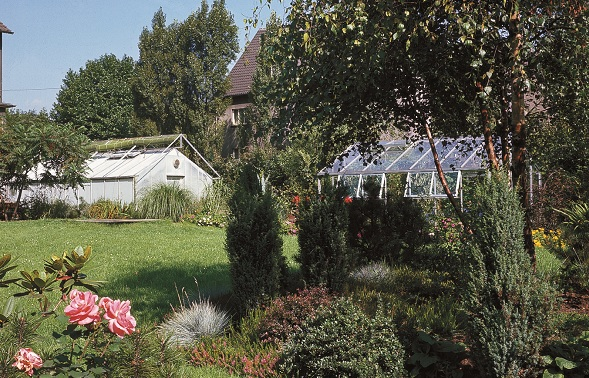
Das erste Krieger-Gewächshaus von 1959

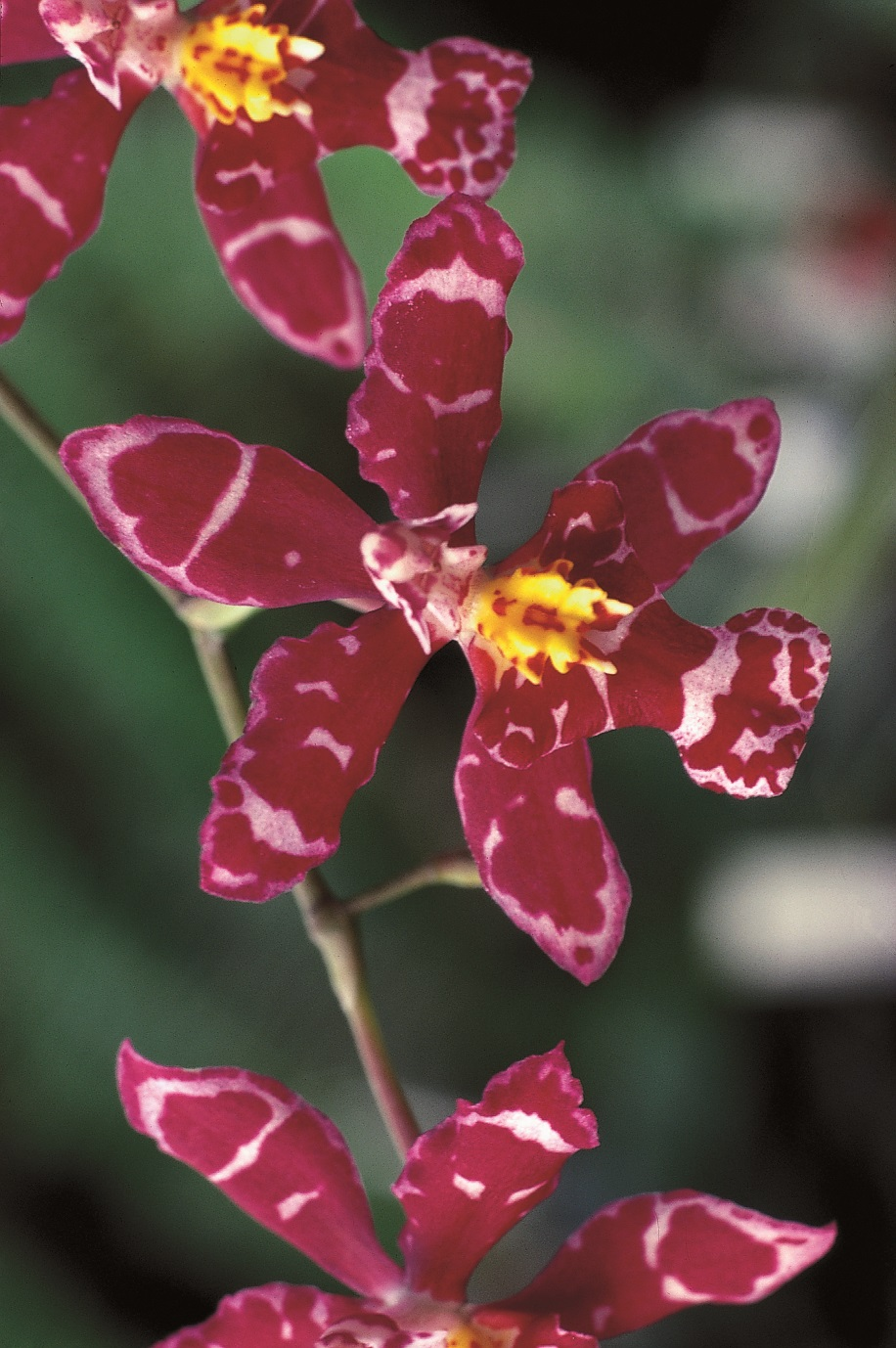
Wilsonara Kolibri

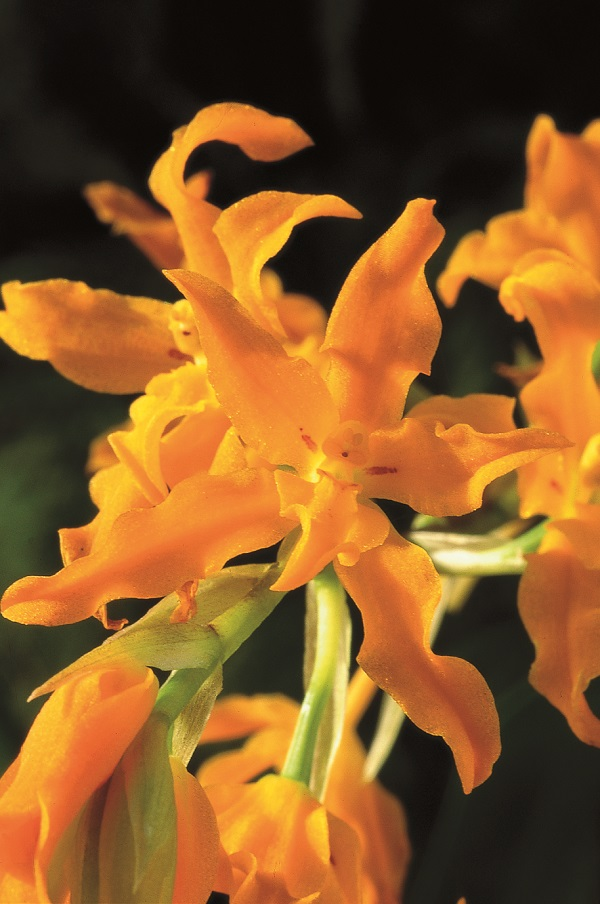
Gomada Golden Ballerina

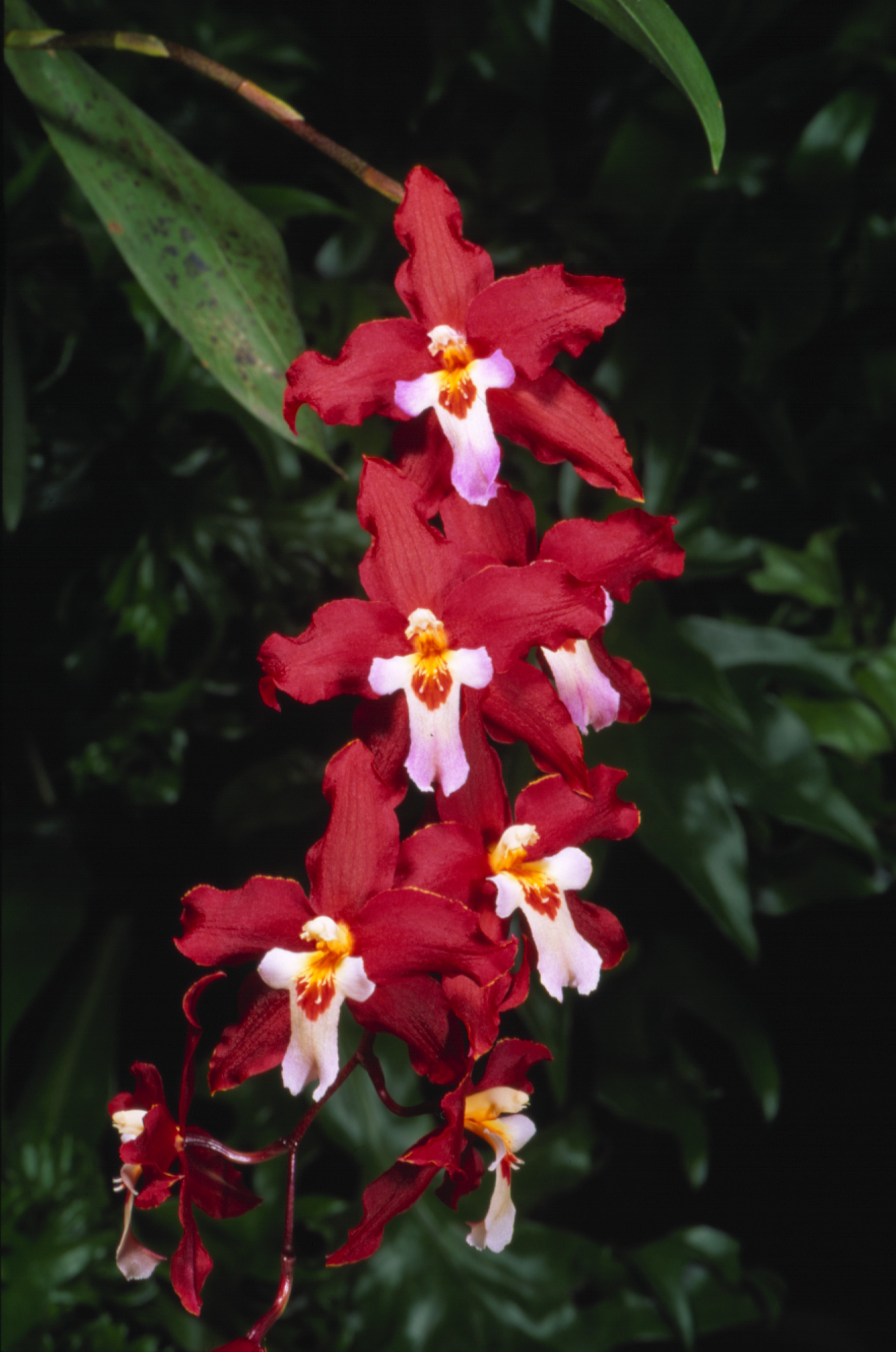
Odontioda Karla Krieger

## Leben und Wirken
Kuno Krieger wuchs als Sohn von Josefa und Karl Krieger zunächst in Beverungen an der Weser auf, später in Dortmund. 
Kuno Krieger kam das erste Mal in den 50er Jahren mit Orchideen in Kontakt. Zusammen mit seiner Ehefrau Thea Krieger besuchte er Verwandte im Weserbergland. Diese betrieben ein Café und hatten ein Blumenfenster innerhalb ihrer Räumlichkeiten mit Orchideen dekoriert. Für die damalige Zeit war das sehr ungewöhnlich. Kuno Krieger war auf Anhieb von dieser Pflanzengattung fasziniert.
Gleich beim ersten Besuch erwarb er einige dieser Pflanzen und pflegte sie zunächst auf der heimischen Fensterbank. Bald stellte sich jedoch heraus, dass der Platz nicht ausreichte und die Pflanzen im Wohnraum auch nicht die optimalen Bedingungen für ihre Entwicklung fanden.
Kuno Krieger war gelernter Radio- und Fernsehtechniker und betrieb zu dieser Zeit gemeinsam mit seiner Ehefrau ein Fernseh- und Elektrogeschäft in Dortmund. Technisch interessiert, versuchte er die Wachstumsbedingungen für seine Pflanzen zu verbessern, zunächst mit einem geschlossenen Blumenfenster. Bald entstand der Wunsch nach einem Gewächshaus, doch eine geeignete Ausführung fand er nicht.
Er nahm Kontakt zu der Firma Erbslöh auf, einem renommierten Aluminiumbetrieb aus Wuppertal. Dort fand er ein offenes Ohr und konstruierte in der heimischen Garage sein erstes Gewächshaus. Die Ausführung stieß bei befreundeten Hobbygärtnern auf große Begeisterung. 1961 wurde das erste Gewächshaus verkauft, 1970 wurde das Elektrogeschäft verkauft und Kuno Krieger widmete sich ausschließlich der Herstellung hochwertiger Hobbygewächshäuser. Diese fanden ihre Anhänger bald nicht nur unter Orchideenfreunden. Der Betrieb wird heute von seinen Töchtern weitergeführt.
Neben dem Gewächshausbau beschäftigte sich Kuno Krieger weiterhin intensiv mit Orchideen und andere gärtnerischen Themen. Zahlreiche Reisen nach England und der Kontakt zu Fachleuten erweiterten seine Fachkenntnisse. Diese konnte er in zahlreichen Vorträgen, Publikation und als Preisrichter einbringen.